# Ferdinand Jodl
Pour les articles homonymes, voir Jodl.
Ferdinand Alfred Friedrich Jodl (28 novembre 1896 à Landau - 9 juin 1956 à Essen) est un General der Gebirgstruppe allemand qui a servi au sein de la Heer dans la Wehrmacht pendant la Seconde Guerre mondiale.
Il a été récipiendaire de la Croix de chevalier de la Croix de fer. Cette décoration est attribuée pour récompenser un acte d'une extrême bravoure sur le champ de bataille ou un commandement militaire avec succès.

## Biographie

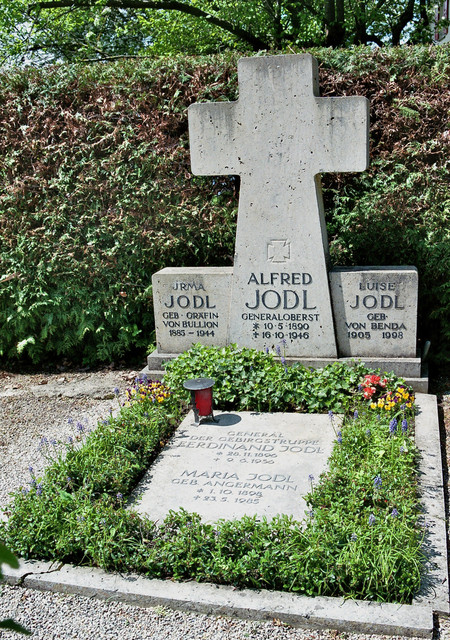
Caveau de famille Jodl, tombe nom sur la plaque.

Il est le frère du Generaloberst Alfred Jodl. Le 15 août 1914, après le début de la Première Guerre mondiale, Jodl s'engage comme enseigne dans le 4e régiment d'artillerie de campagne (de) de l'armée bavaroise à Augsbourg.

## Décorations
- Croix de fer (1914)
  - 2e Classe (20 octobre 1915)
  - 1re Classe (2 juin 1918)
- Croix d'honneur pour les combattants 1914-1918 (12 janvier 1935)
- Médaille du Mur de l'Ouest (22 novembre 1940)
- Agrafe de la Croix de fer (1939)
  - 2e Classe (6 septembre 1939)
  - 1re Classe (16 mai 1940)
- Médaille du Front de l'Est (1er août 1942)
- Ordre de la Croix de la Liberté 1re Classe avec feuilles de chêne et glaives
  - Glaives (28 mars 1942)
  - Feuilles de chêne (20 février 1944)
- Croix allemande en Or (11 avril 1943)
- Croix de chevalier de la Croix de fer
  - Croix de chevalier le 13 janvier 1945 en tant que General der Gebirgstruppe et commandant du XIX. Gebirgskorps[1]